# Astronia crassiloba
Astronia crassiloba är en tvåhjärtbladig växtart som beskrevs av J.F. Maxwell. Astronia crassiloba ingår i släktet Astronia och familjen Melastomataceae. Inga underarter finns listade i Catalogue of Life.